# ألفونسو بدويا
ألفونسو بدويا (بالإسبانية: Alfonso Bedoya)‏ هو ممثل مكسيكي، ولد في 16 أبريل 1904 بولاية سونورا في المكسيك، وتوفي في 15 ديسمبر 1957 بمدينة مكسيكو في المكسيك.

## أعمال

### أفلام
- (1948) كنز السييرا مادري
- (1958) الدولة الكبيرة

## وصلات خارجية
- ألفونسو بدويا على موقع IMDb (الإنجليزية)
- ألفونسو بدويا على موقع ألو سيني (الفرنسية)
- ألفونسو بدويا على موقع ميوزك برينز (الإنجليزية)
- ألفونسو بدويا على موقع أول موفي (الإنجليزية)
- ألفونسو بدويا على موقع قاعدة بيانات الأفلام السويدية (السويدية)
- ألفونسو بدويا على موقع إن إن دي بي (الإنجليزية)
- ألفونسو بدويا على موقع ديسكوغز (الإنجليزية)
- ألفونسو بدويا على موقع قاعدة بيانات الفيلم (الإنجليزية)
- ألفونسو بدويا على موقع كينوبويسك (الروسية)